# Luo Huiling
Luo Huiling, en chino 罗慧玲, (Madrid, siglo XX) es una historiadora y escritora, china y española, experta en relaciones internacionales con investigaciones en las relaciones de China con América Latina y la Península ibérica.

## Trayectoria
Huiling estudió Historia en la Universidad Complutense de Madrid (UCM). En esta universidad se graduó y realizó un Máster en Historia Contemporánea entre 2009 y 2011. De 2012 a 2013 realizó un Máster en diplomacia y relaciones internacionales en la Escuela Diplomática de España en Madrid. En 2016 se doctoró en Historia Contemporánea, en Relaciones internacionales. De 2016 a 2018 realizó un Máster en la Universidad Nueva de Lisboa sobre la historia de la Expansión del Imperio Portugués. 
Huiling desarrolla su carrera docente entre la enseñanza de lenguas, traducción y la historia contemporánea, en paralelo a sus trabajos de investigación. De 2006 a 2009 fue profesora de español en la Universidad de Estudios Extranjeros de Beijing, Universidad de Pekín. Fue profesora de traducción desde 2014 a 2016 en la UCM. Es profesora de lengua y cultura china en la Universidad Alfonso X El Sabio desde 2016 y en el departamento de estudios orientales de la Facultad de Filología (Universidad Complutense de Madrid) desde 2017.
Las líneas de investigación de Huiling se centran en la sinología en Ultramar, las relaciones de China con Latinoamérica y con la península ibérica. Ha traducido varios libros de ensayo del chino al español y del español al chino.
Huiling además de sus labores docentes y de investigación, también realiza emprendimiento empresarial. Trabaja en departamentos internacionales comerciales como experta en comunicación multilingüe y en diversidad cultural. Es miembro de instituciones que propulsan la cultura como herramienta de diplomacia internacional, así colabora con la asociación de antiguos alumnos de la Escuela Diplomática o con Cátedra China como representante académico en el claustro senior.

## Publicaciones seleccionadas
- 2017 Relaciones entre China y España 1970-1982[7]
- 2019 La Transición española: años de acercamiento hacia China. En colaboración con otros, ISBN: 9788477377306, págs. 281-297.[8]